# Villa Il Riposo (Uzzano)
La Villa Il Riposo è un edificio storico che si trova a Uzzano, frazione Sant'Allucio, provincia di Pistoia, regione Toscana.

## Storia
La costruzione della villa risale al 1691 per mano di Pellegrino Vanni, esponente di una nobile famiglia di Pescia, e fu in un primo momento concepita come residenza di campagna, a pianta quadrata, con la facciata principale rivolta verso lo stradone fiorentino, in seguito arricchita con due torri. Verso la seconda metà del '700, la villa passa di proprietà a Giachino Giachini, nobile di San Donnino, tramite la madre, che l'aveva ottenuta in eredità dal Vanni. Il Giachini promosse delle modifiche e degli ampliamenti, realizzando una terza torre e altri vani verso est, la cappella gentilizia dedicata alla Madonna del Latte, la parte colonica a nord e una nuova facciata a sud, dotata di scalinata a due rampe. Nel 1781, la villa viene ereditata da Irene Vanni, pronipote di Pellegrino e moglie di Pietro Forti, dell'antico casato nobiliare pesciatino. Fu in questo periodo che assunse il nome Il Riposo. Anton Cosimo, figlio di Pietro e Irene Vanni, visse a lungo nella villa, assieme alla moglie Sara, sorella dell'intellettuale ginevrino Jean Charles Léonard Simonde de Sismondi. Sara, detta Sèrine, arricchì il parco della villa di specialità arboree esotiche, portate dal fratello di ritorno dai numerosi viaggi all'estero che compiva. Nel 1843, alla morte di Anton Cosimo Forti, la villa fu ereditata dalla figlia Marianna, sposata con il nobile Raffaello Gambarini, che la elesse a residenza stabile. Attraverso ulteriori passaggi ereditari, da Antonio Gambarini passò alla figlia Teresa, maritata Giorgetti, infine ai Marini, nobili di Pescia. La dimora è stata assoggettata a vincolo storico e architettonico ai sensi della legge nº 1089 del 1º giugno 1939.

## Descrizione
Il corpo principale della villa, di tre piani fuori terra, è individuabile grazie alle tre torri. Il piano terra mostra delle finestre di forma quadrangolare, con cornici in pietra serena, dotate di robuste inferriate in ferro battuto. Il portale d'ingresso sul lato ovest risulta di dimensioni modeste rispetto alla mole della facciata, poiché apparteneva al primo nucleo dell'edificio. Al primo piano, il piano nobile, gli affacci risultano di maggiori dimensioni, circondati da soglie finemente lavorate. Sulla facciata ovest, si registra la presenza di un terrazzino con balaustra in ferro battuto di gusto barocco, mentre sulla facciata sud si erge l'elegante doppia rampa di sale con ringhiere di ferro battuto. Al secondo piano, le aperture hanno forma quasi quadrangolare, di minori dimensioni e sono circondate soltanto da un disegno che riprende le soglie in pietra serena della parte inferiore. Le torri presentano aperture a doppia bifora con arco a tutto sesto e, nella parte alta, alcune aperture con nidi estraibili in coccio per volatili di piccole dimensioni.

### La cappella gentilizia
Dedicata alla Madonna del Latte, la cappella gentilizia sorge sul fronte nord e funge da cerniera con il complesso colonico. Di modeste dimensioni, è costituita da un'aula, a cui si accede dalla Strada statale 435 Lucchese, antico stradone fiorentino, e da un presbiterio con altare e da due vani accessori, uno con funzioni di sacrestia, l'altro come disimpegno verso il piano terra della villa. All'interno di quest'ultimo ambiente, sono contenute nove tombe, tra cui quella di Francesco Forti, celebre giurista e collaboratore della Nuova antologia. La facciata è costituita da un frontone con timpano e da due lesene verticali. Il portoncino d'accesso è caratterizzato da un architrave in pietra serena, sopra al quale si apre una finestra in forme barocche con inferriata. Al culmine della facciata, una finestra quadrata con cornice in pietra serena e, sopra di essa, un bassorilievo in marmo che raffigura la Madonna che allatta il Bambino.